# Provinsen Sungkiang
Sungkiang var en provins i nordöstra Kina. Det är en av de nio provinser som byggdes av Republiken Kina i Manchuriet efter andra världskriget. Huvudstad var Mutankiang. Eftersom den nationalistiska regeringen aldrig hade full kontroll över området och blev provinsen kortlivad. Den omfattade ungefär de nuvarande prefekturerna Yanbian och Mudanjiang.
1949 införlivades Hokiang med Sungkiang och 1954 delades området mellan Jilin- och Heilongjiang-provinsen.
Även om provinsen i praktiken upphörde att existera 1954, så markeras den på officiella kartor publicerade i Republiken Kina på Taiwan.